# Epiechinus costatus
Epiechinus costatus är en skalbaggsart som först beskrevs av Macleay 1871.  Epiechinus costatus ingår i släktet Epiechinus och familjen stumpbaggar. Inga underarter finns listade i Catalogue of Life.